# Alex (Alta Savoia)
Alex és un municipi francès situat al departament de l'Alta Savoia i a la regió d'Alvèrnia-Roine-Alps. L'any 2007 tenia 950 habitants.

## Demografia

### Població
El 2007 la població de fet d'Alex era de 950 persones. Hi havia 345 famílies de les quals 55 eren unipersonals (31 homes vivint sols i 24 dones vivint soles), 125 parelles sense fills, 149 parelles amb fills i 16 famílies monoparentals amb fills.
La població ha evolucionat segons el següent gràfic:
Habitants censats

### Habitatges
El 2007 hi havia 468 habitatges, 344 eren l'habitatge principal de la família, 85 eren segones residències i 39 estaven desocupats. 406 eren cases i 62 eren apartaments. Dels 344 habitatges principals, 292 estaven ocupats pels seus propietaris, 43 estaven llogats i ocupats pels llogaters i 9 estaven cedits a títol gratuït; 17 tenien dues cambres, 38 en tenien tres, 91 en tenien quatre i 198 en tenien cinc o més. 322 habitatges disposaven pel capbaix d'una plaça de pàrquing. A 104 habitatges hi havia un automòbil i a 231 n'hi havia dos o més.

### Piràmide de població
La piràmide de població per edats i sexe el 2009 era:
| Homes | Edats   | Dones |
| ----- | ------- | ----- |
| 0     | 95 o +  | 0     |
| 0     | 90 a 94 | 0     |
| 4     | 85 a 89 | 4     |
| 12    | 80 a 84 | 0     |
| 8     | 75 a 79 | 12    |
| 12    | 70 a 74 | 16    |
| 8     | 65 a 69 | 4     |
| 4     | 60 a 64 | 8     |
| 24    | 55 a 59 | 24    |
| 36    | 50 a 54 | 40    |
| 44    | 45 a 49 | 32    |
| 48    | 40 a 44 | 32    |
| 40    | 35 a 39 | 32    |
| 28    | 30 a 34 | 32    |
| 12    | 25 a 29 | 24    |
| 24    | 20 a 24 | 8     |
| 16    | 15 a 19 | 16    |
| 32    | 10 a 14 | 40    |
| 32    | 5 a 9   | 40    |
| 28    | 0 a 4   | 16    |

## Economia
El 2007 la població en edat de treballar era de 626 persones, 463 eren actives i 163 eren inactives. De les 463 persones actives 436 estaven ocupades (232 homes i 204 dones) i 28 estaven aturades (17 homes i 11 dones). De les 163 persones inactives 52 estaven jubilades, 62 estaven estudiant i 49 estaven classificades com a «altres inactius».

### Ingressos
El 2009 a Alex hi havia 350 unitats fiscals que integraven 989 persones, la mediana anual d'ingressos fiscals per persona era de 22.431 €.

### Activitats econòmiques
Dels 73 establiments que hi havia el 2007, 1 era d'una empresa extractiva, 1 d'una empresa alimentària, 1 d'una empresa de fabricació de material elèctric, 10 d'empreses de fabricació d'altres productes industrials, 14 d'empreses de construcció, 14 d'empreses de comerç i reparació d'automòbils, 5 d'empreses d'hostatgeria i restauració, 2 d'empreses d'informació i comunicació, 4 d'empreses financeres, 16 d'empreses de serveis, 3 d'entitats de l'administració pública i 2 d'empreses classificades com a «altres activitats de serveis».
Dels 17 establiments de servei als particulars que hi havia el 2009, 3 eren tallers de reparació d'automòbils i de material agrícola, 2 guixaires pintors, 6 fusteries, 3 lampisteries, 2 electricistes i 1 restaurant.
Dels 3 establiments comercials que hi havia el 2009, 1 era una botiga d'equipament de la llar, 1 una botiga d'electrodomèstics i 1 una botiga de mobles.
L'any 2000 a Alex hi havia 10 explotacions agrícoles que ocupaven un total de 380 hectàrees.

## Equipaments sanitaris i escolars
El 2009 hi havia una escola elemental.

## Poblacions més properes
El següent diagrama mostra les poblacions més properes.